# Sinclair ZX Spectrum +2
Sinclair ZX Spectrum +2 je počítač z rodiny počítačů Sinclair ZX Spectrum. Jedná se o první počítač vyrobený poté, co byla společnost Sinclair Research koupena společností Amstrad. Díky přesunu výroby na Tchaj-wan se zvýšila kvalita počítače. Následníkem počítače je počítač Sinclair ZX Spectrum +3.

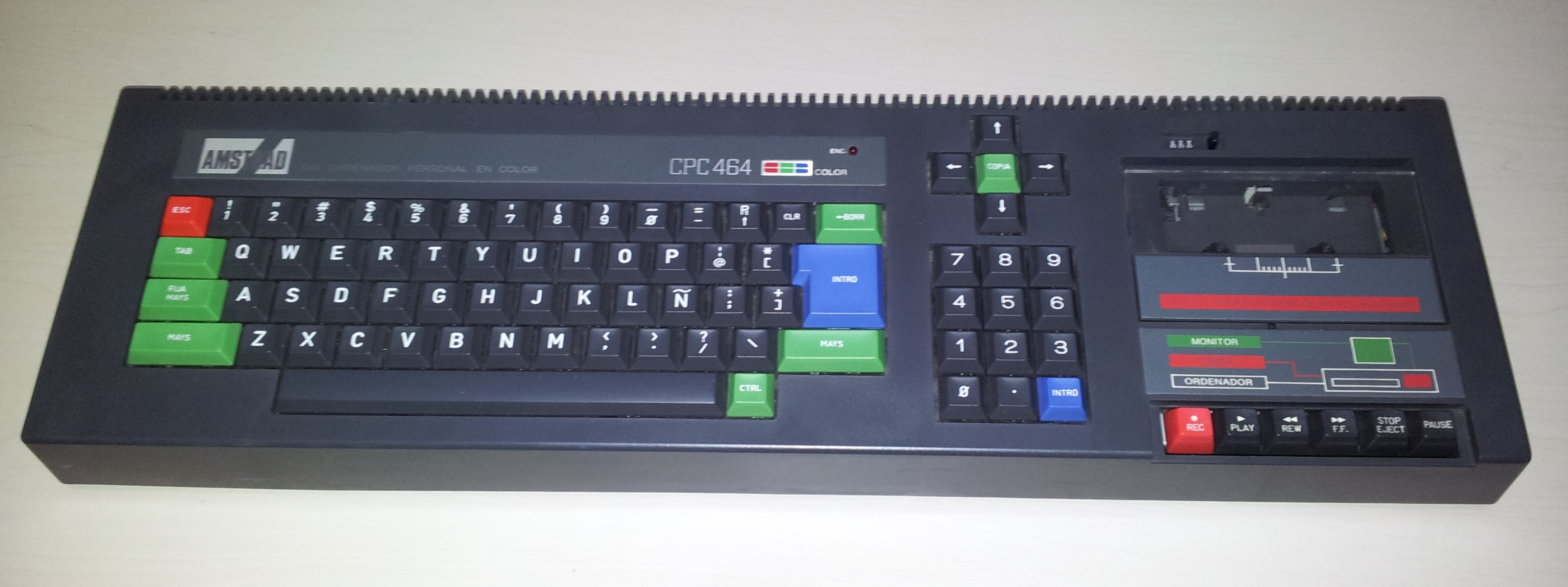
Amstrad CPC464

Z technického hlediska se jedná v podstatě o stejný počítač jako Sinclair ZX Spectrum 128K+, který je po vzoru počítače Amstrad CPC464 doplněn o vestavěný kazetový magnetofon jako vnější paměťové médium a je proveden v podobném designu.
Z programového hlediska u počítače proti svému předchůdci nastalo několik změn, jednou z nich je odstranění položky Tape tester z hlavní nabídky počítače a text hlášení o copyrightu.

## Technické informace
- procesor: Z80A, taktovací frekvence 3,5469 MHz,[4]
- paměť RAM: 128 KiB,
- paměť ROM: 32 KiB,
- hudební čip: AY-3-8912,
- joysticky: Sinclair left a Sinclair right (jako ZX Interface 2)[5]

### Používané porty
Počítač k ovládání vestavěných periférií používá porty procesoru 253 (šestnáctkově FD) a 254 (šestnáctkově FE). K portu 253 je připojeno více periferií, mezi nimi je rozlišováno pomocí vyššího bytu adresy portu.
| desítkově | šestnáctkově | dekódování        | význam                                            |
| 254       | FE           | xxxxxxx0          | klávesnice, magnetofon, reproduktor, barva okraje |
| 32765     | 7FFD         | 0xxxxxxx xxxxxx0x | stránkování paměti                                |
| 49149     | BFFD         | 10xxxxxx xxxxxx0x | data hudebního čipu AY                            |
| 65533     | FFFD         | 11xxxxxx xxxxxx0x | výběr datového registru hudebního čipu AY         |

### Stránkování paměti
Protože procesor Z80 umožňuje adresovat pouze 64 KiB paměti, je celá paměť o velikosti 160 KiB rozdělena na stránky o velikosti 16 KiB, které se připínají do adresového prostoru procesoru. Od adresy 0 do 16383 je připojena jedna ze dvou stránek paměti ROM, od adresy 16384 do 32767 je připojena stránka č. 5 paměti RAM od adresy 32768 do adresy 49151 je připojena stránka č. 2 paměti RAM a od adresy 49152 do adresy 65535 je možné připojit kteroukoli z osmi stránek paměti RAM, včetně stránek č. 2 a č. 5. Počítač má dvě videoram, jednu umístěnou ve stránce č. 5 a druhou umístěnou ve stránce č. 7.
|  | 65535 49152 | RAM 0 | RAM 1 | RAM 2 | RAM 3 | RAM 4 | RAM 5 | RAM 6 | RAM 7 |  |  |
|  | 49151 32768 | RAM 2 |       |       |       |       |       |       |       |  |  |
|  | 32767 16384 | RAM 5 |       |       |       |       |       |       |       |  |  |
|  | 16383 0     | ROM 0 | ROM 1 |       |       |       |       |       |       |  |  |

Ke stránkování paměti je použit port 32765, význam jednotlivých bitů hodnoty odeslané na tento port je následující:
| 7 | 6 | 5                 | 4                 | 3                                           | 2                                               | 1                                               | 0                                               |
|   |   | zákaz stránkování | číslo stránky ROM | videoram: 0 - ve stránce 5 1 - ve stránce 7 | číslo stránky RAM v adresovém prostoru od 49152 | číslo stránky RAM v adresovém prostoru od 49152 | číslo stránky RAM v adresovém prostoru od 49152 |

## Odlišnosti od počítače Sinclair ZX Spectrum +2A
Počítač je velmi podobný jednomu ze svých nástupců, počítači Sinclair ZX Spectrum +2A. Mezi těmito počítači je ale několik na první pohled viditelných rozdílů:
|                              | +2            | +2A            |
| barva                        | šedá          | černá          |
| napájecí konektor            | Jack          | DIN            |
| popisky tlačítek magnetofonu | na tlačítkách | nad tlačítky   |
| na zadní straně              | větrací otvor | paralelní port |